# Alan Steel
Alan Steel, nom de scène de Sergio Ciani, né à Rome le 7 septembre 1931 et mort à Ostie le 5 septembre 2015 est un acteur et culturiste italien.

## Biographie
Sergio Ciani est né et a vécu à Rome. À la fin des années 1950, il se sert de son physique musclé pour se lancer dans la carrière cinématographique. Il débute comme doublure de Steve Reeves dans les films Hercule et la Reine de Lydie et La Bataille de Marathon, productions dans lesquelles il joue aussi les seconds rôles.
Au début des années 1960 Sergio Ciani profite du succès du genre peplum en Italie et choisit le nom américanisant Alan Steel, interprétant les rôles d'hommes forts Hercule, Maciste et Ursus.
Le déclin du genre provoque son retrait du cinéma en 1979 avec son dernier film Baby Love.
En 2001 il fait la une de l'actualité car il est accusé de tromperie en se faisant passer pour magistrat à Monteflavio.

## Filmographie
- 1959 :
  - Hercule et la Reine de Lydie
  - La Bataille de Marathon (doublure de Steve Reeves)
- 1961 : Samson contre Hercule
- 1962 :
  - Hercule se déchaîne
  - Ursus gladiatore ribelle
- 1963 :
  - Il vecchio testamento
  - Maciste contre Zorro
  - Goliath et le Cavalier masqué
- 1964 :
  - Sansone contro il corsaro nero
  - Samson contre tous (Ercole contro Roma)
  - Maciste contre les hommes de pierre
  - Samson et le trésor des Incas
  - Le Grand Défi (Ercole, Sansone, Maciste e Ursus gli invincibili) de Giorgio Capitani
  - Gli invincibili tre
- 1966 : A... come assassino
- 1967 :
  - Un colpo da re
  - Addio mamma
- 1968 : Seul contre les mercenaires (Sapevano solo uccidere) de Tanio Boccia : Pedro
- 1970 : La furia dei Kyber
- 1973 : 
  - Requiem pour un tueur (Mi chiamavano 'Requiescat'... ma avevano sbagliato) de Mario Bianchi
  - Dagli archivi della polizia criminale
  - Cow-Boy Kid
- 1976 :
  - Korkusuz cengaver
  - Storia di arcieri, pugni e occhi neri
- 1978 - Io tigro, tu tigri, egli tigra
- 1979 - Baby Love